# The Divorce Trap
The Divorce Trap è un film muto del 1919 diretto da Frank Beal. Prodotto da William Fox per la Fox Film Corporation, aveva come interpreti Gladys Brockwell, Francis McDonald, William Sheer, John Steppling, Betty Schade, William Scott, Herschel Mayall.

## Trama

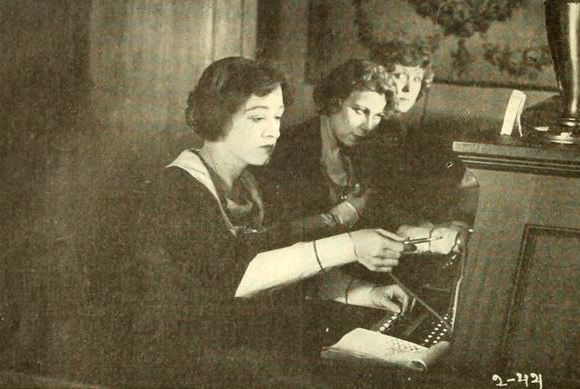
Gladys Brockwell in un fotogramma del film, pubblicato su Moving Picture World, 24 maggio 1919

Eleanor Burton, che lavora come centralinista in un albergo, rompe il fidanzamento con l'avvocato Frederick Lawson che accusa di essere troppo autoritario nei suoi confronti. Eleanor sposa invece Jim Drake, il figlio del presidente di una banca. Il padre di Jim, convinto che la ragazza sia una cacciatrice di dote, disereda il figlio. I due giovani sposi sono ridotti a vivere poveramente in un piccolo appartamento di Harlem, dove Jim viene mantenuto dalla moglie. Ben presto, l'uomo si stufa di quella situazione e cerca un modo per divorziare, così da poter tornare a casa dal padre. Arrangia una causa, denunciando Eleanor come adultera dopo averla attirata con un trucco in un albergo. Aiutata da Frederick, Eleanor rintuzza le accuse di Jim, facendolo arrestare insieme ai suoi complici. Dopo aver lasciato il marito, la giovane donna riprende la sua storia d'amore con Frederick.

## Produzione
Il film fu prodotto dalla Fox Film Corporation.

## Distribuzione
Il copyright del film, richiesto da William Fox, fu registrato il 25 maggio 1919 con il numero LP13768.
Distribuito dalla Fox Film Corporation e presentato da William Fox, il film uscì nelle sale cinematografiche statunitensi il 25 maggio 1919.
Non si conoscono copie ancora esistenti della pellicola che viene considerata presumibilmente perduta.